# سندی بارون
سندی بارون (انگلیسی: Sandy Baron؛ ۵ مهٔ ۱۹۳۷ – ۲۱ ژانویهٔ ۲۰۰۱) یک هنرپیشه، فیلم‌نامه‌نویس، و بازیگر سینما اهل ایالات متحده آمریکا بود .
از فیلم‌های معروف او می‌توان به فیلم زمان درستکاری اشاره کرد.